# العلاقات السودانية الجورجية
العلاقات السودانية الجورجية هي العلاقات الثنائية التي تجمع بين السودان وجورجيا.

## مقارنة بين البلدين
هذه مقارنة عامة ومرجعية للدولتين:
| وجه المقارنة                                              | السودان                     | جورجيا                          |
| --------------------------------------------------------- | --------------------------- | ------------------------------- |
| المساحة (كم2)                                             | 1.89 مليون                  | 69.70 ألف                       |
| عدد السكان (نسمة)                                         | 40.53 مليون                 | 3.72 مليون                      |
| الكثافة السكانية (ن./كم²)                                 | 21.44                       | 53.37                           |
| العاصمة                                                   | الخرطوم                     | تبليسي، كوتايسي                 |
| اللغة الرسمية                                             | اللغة العربية، لغة إنجليزية | اللغة الجورجية، اللغة الأبخازية |
| العملة                                                    | جنيه سوداني                 | لاري جورجي                      |
| الناتج المحلي الإجمالي (بليون دولار)                      | 117.49 مليار                | 15.16 مليار                     |
| الناتج المحلي الإجمالي (تعادل القوة الشرائية) بليون دولار | 176.55 مليار                | 35.68 مليار                     |
| الناتج المحلي الإجمالي الاسمي للفرد دولار أمريكي          | 2.41 ألف                    | 3.79 ألف                        |
| الناتج المحلي الإجمالي للفرد دولار أمريكي                 | 4.07 ألف                    |                                 |
| مؤشر التنمية البشرية                                      | 0.479                       | 0.754                           |
| رمز المكالمات الدولي                                      | +249                        | +995                            |
| رمز الإنترنت                                              | سودان                       | .ge، .გე ‏                       |
| المنطقة الزمنية                                           | ت ع م+03:00، ت ع م+02:00    | ت ع م+04:00                     |

## منظمات دولية مشتركة
يشترك البلدان في عضوية مجموعة من المنظمات الدولية، منها:
| علم المنظمة | اسم المنظمة                   | تاريخ انضمام السودان | تاريخ انضمام جورجيا |
| ----------- | ----------------------------- | -------------------- | ------------------- |
|             | يونسكو                        | 26 نوفمبر 1956       | 7 أكتوبر 1992       |
|             | الفريق المعني برصد الأرض      | ?                    | ?                   |
|             | مؤسسة التمويل الدولية         | 21 أكتوبر 1960       | 29 يونيو 1995       |
|             | مؤسسة التنمية الدولية         | 24 سبتمبر 1960       | 31 أغسطس 1993       |
|             | الاتحاد البريدي العالمي       | ?                    | ?                   |
|             | الاتحاد الدولي للاتصالات      | 23 أكتوبر 1957       | 7 يناير 1993        |
|             | الأمم المتحدة                 | 12 نوفمبر 1956       | 31 يوليو 1992       |
|             | البنك الدولي للإنشاء والتعمير | 5 سبتمبر 1957        | 7 أغسطس 1992        |

## وصلات خارجية
- موقع وزارة الخارجية السودانية
- موقع وزارة الخارجية الجورجية